# Rhodiola pamiroalaica
Rhodiola pamiroalaica är en fetbladsväxtart som beskrevs av A. Boriss.. Rhodiola pamiroalaica ingår i släktet rosenrötter, och familjen fetbladsväxter. Inga underarter finns listade i Catalogue of Life.